# Эссаиди, Лалла
Лалла Эссаиди (араб. للا الصعيدي‎; 1956, Марракеш, Марокко) — марокканский фотограф, известная своими постановочными фотографиями арабских женщин в современном искусстве. В настоящее время она работает в Бостоне (штат Массачусетс) и Марокко. Её нынешняя резиденция находится в Нью-Йорке.

## Ранняя биография и образование
Лалла Эссаиди родилась в Марракеше (Марокко) в 1956 году. В 16 лет она уехала учиться в Париж. После своего возвращения в Марокко она вышла замуж и перебралась в Саудовскую Аравию, где родила двоих детей, а позднее развелась. Эссаиди вернулась в Париж в начале 1990-х годов, чтобы заниматься в Национальной высшей школе изящных искусств. В 1996 году она переехала в Бостон в 1996 году и получила степень бакалавра в Университете Тафтса в 1999 году и степень мастера изящных искусств в живописи и фотографии в Школе музея изобразительных искусств в 2003 году.

## Карьера
К фотографическим сериям Эссаиди относятся Converging Territories (2003—2004), Les Femmes du Maroc (2005—2006), Harem (2009), Harem Revisited (2012—2013), Bullets и Bullets Revisited (2012—2013). Её работы выставлялись по всему миру, в том числе в Национальном музее африканского искусства, а также представлены в ряде коллекций, включая Художественный институт Чикаго, Музей искусств Сан-Диего, Музей изобразительных искусств Корнелла, Фризский музей в Леувардене (Нидерланды), Музей изобразительных искусств Бостона и Музей искусств Уильямс-колледжа в Уильямстауне (штат Массачусетс). В 2015 году Музей искусств Сан-Диего организовал выставку «Лалла Эссайди: фотографии» (англ. Lalla Essaydi: Photographs).